# Хантер (Арканзас)
Хантер (енгл. Hunter) град је у америчкој савезној држави Арканзас.

## Демографија
По попису из 2010. године број становника је 105, што је 47 (-30,9%) становника мање него 2000. године.
| Група             | 2000.       | 2010.      |
| Белци             | 148 (97,4%) | 99 (94,3%) |
| Афроамериканци    | 2 (1,3%)    | 0 (0,0%)   |
| Азијати           | 0 (0,0%)    | 0 (0,0%)   |
| Хиспаноамериканци | 0 (0,0%)    | 2 (1,9%)   |
| Укупно            | 152         | 105        |